# Орден Святої великомучениці Варвари
Орден святої великомучениці Варвари — це церковний орден Української православної церкви (московського патріархату).

## Статут

### Загальні положення
Орден святої великомучениці Варвари встановлено для нагородження жінок за визначні особисті заслуги в церковній, благодійницькій, освітянській, культурній та інших сферах суспільної діяльності.
Нагородження здійснюється за благословенням керівника УПЦ московського патріархату. Нагородженій особі вручаються також грамота. Нагородження вдруге не проводиться. Орденом нагороджуються як громадянки України, так і іноземки.
Відзнака має два ступені. Найвищим є перша. Нагородження проводиться послідовно, починаючи з II ступеня.

### Представлення до нагородження
Нагородження проводиться за поданням правлячих архієреїв на ім'я митрополита київського та всієї України (за версією московського патріархату). Вносити пропозиції про нагородження орденом можуть також органи законодавчої, виконавчої та судової влади. Рішення про нагородження приймається комісією з нагороджень.

### Вручення
Вручення проводиться в урочистій обстановці. Орден, як правило, вручає керівник УПЦ МП або єпархіальний архієрей. Орден носять з правого боку грудей. У випадку втрати чи псування дублікат не видається.

## Вигляд
Орден І ступеня виготовляється з міді та покривається позолотою (товщина покриття — 0,2 мк). Відзнака має форму хреста в центрі якого розміщено овальний медальйон, покритий емаллю червоного кольору з золотим зображенням святої великомучениці Варвари.
Медальйон оздоблений 12 стразами білого кольору. Сторони хреста мають форму прямокутників із заокругленими кутами та прикрашені білими перламутровими накладками. Орден увінчано короною з маленьким хрестиком, яка покрита червоною емаллю та прикрашена стразом білого кольору.
Під сторонами хреста навколо медальйона проходить позолочена стрічка, покрита емаллю червоного кольору. На зворотному боці — застібка для прикріплення ордена до одягу та вигравіювано номер відзнаки. Розмір ордена — 60×45 мм розмір медальйона — 30×22 мм.
Орден II ступеня виготовляється з міді та покривається позолотою (товщина покриття — 0.2 мк). Відзнака мас форму хреста, в центрі якого розміщено овальний позолочений медальйон із зображенням святої великомучениці Варвари. Медальйон оздоблений 12 стразами червоного кольору «під рубін».
Сторони хреста мають форму прямокутників із заокругленими кутами та покриті червоною емаллю. Орден увінчано короною з маленьким хрестиком, яка покрита емаллю червоного кольору. Під сторонами хреста навколо медальйона проходить позолочена стрічка, покрита емаллю білого кольору. На зворотному боці — застібка для прикріплення ордена до одягу та вигравіювано номер відзнаки.
Розмір ордена — 60×45 мм, розмір медальйона — 30×22 мм.

## Кавалери
- Безлюдна Ганна — керівник компанії Inter Media Group, член Наглядової ради каналу «Інтер» (2011)[1]
- Бучинська Наталія — співачка, народна артистка України.
- Ганна Герман — політик, журналістка та письменниця, нардепутат 5, 6 і 7 скликань, член Партії регіонів (2012)[2]
- Раїса Іванченко — історик, письменниця (прозаїк, поет), публіцист (2004)
- Олександра Кужель — політик та громадський діяч.
- Лідія Кушкова-Шевченко — актриса, режисер, народна артистка України, (Дніпро).
- Людмила Мешкова — заслужений діяч мистецтв УРСР (1983), кераміст, архітектор за фахом. (2013)[3]
- Павлюк Олена Дмитрівна — екс-генеральний директор Хмельницької державної телерадіокомпанії «Поділля-центр». (2013)[4]
- Полежай Любов Леонідівна — голова благодійного фонду «Дорога майбутнього», коханка Віктора Януковича (2014)[5]
- Юлія Тимошенко — політик, 10-й та 13-й Прем'єр-міністр України (1998)
- Катерина Іларіонівна Криворучко - провідний науковий співробітник Центрального Державного архіву вищих органів влади та управління України

### Сайти
- Нагороди та титули УПЦ МП (2009)